# Siège de Corfou (1537)
Pour les articles homonymes, voir Siège de Corfou.
Le siège de Corfou en 1537 a été mené par le sultan Soliman le Magnifique contre la république de Venise à Corfou, au cours de la guerre vénéto-ottomane (1537-1540).

## L'expédition d'Avlona
En 1537, des opérations combinées importantes avaient été convenues entre la France et l'Empire ottoman dans le cadre de l'alliance franco-ottomane, où les Ottomans attaqueraient le sud de l'Italie et Naples sous Barberousse, et François Ier attaquerait le nord de l'Italie avec 50 000 hommes. 
Suleiman quitta Constantinople en mai pour l'Albanie avec une forte armée, tandis que la flotte dirigée par Barberousse se dirigeait vers le sud de l'Italie ; ayant débarqué à Castro, dans les Pouilles, fin juillet 1537, Barberousse dévasta la région autour d'Otrante, emmenant environ 10 000 personnes en esclavage, avant de repartir un mois plus tard. 
La marine ottomane rejoint l'armée de terre à Avlona, où se trouvait Soliman accompagné de l'ambassadeur français Jean de La Forest (Forêt).

## Siège
Les Ottomans ont quitté le sud de l'Italie et ont envoyé leurs forces pour monter le siège de Corfou, alors possession de la république de Venise. Suleiman a décidé de quitter Avlona pour Corfou le 19 août 1537. La flotte, composée d'environ 320 navires, a commencé à bombarder Corfou le 26 août. Des troupes ottomanes s'élevant à 25 000 hommes ont débarqué sur l'île de Corfou.

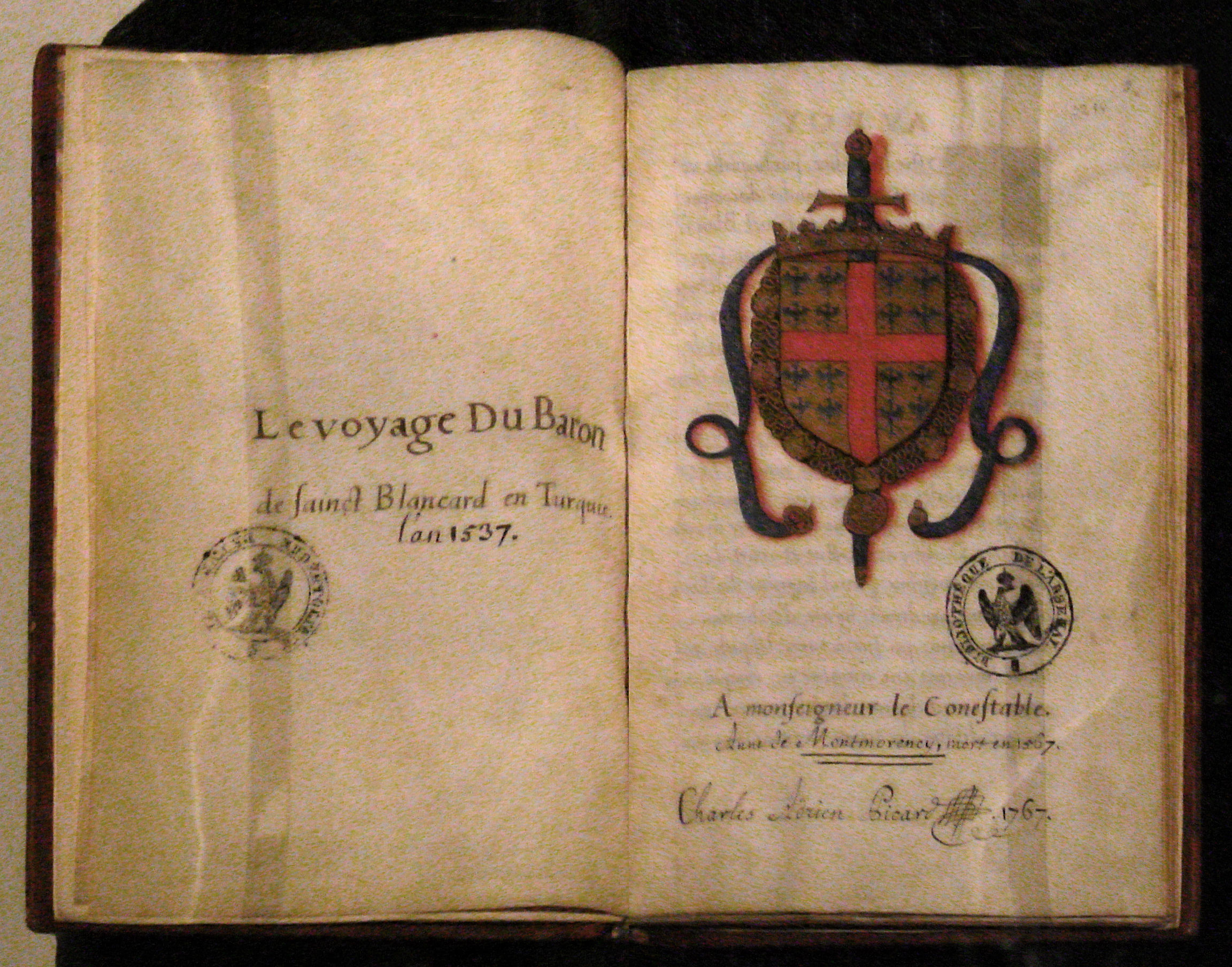
Le Voyage du Baron de Saint Blancard en Turquie, par Jean de la Vega, après 1538.

Pendant le siège, les Ottomans furent rejoints par l'amiral français de Saint-Blancard, qui avait quitté Marseille le 15 août avec 12 galères et arriva à Corfou au début de septembre 1537. 
Saint-Blancard tenta vainement de convaincre les Ottomans d'attaquer de nouveau les côtes de l'Apulie, de la Sicile et de la marche d'Ancône. Finalement, Soliman, inquiet par la peste parmi ses troupes, décida de retourner avec sa flotte à Istanbul à la mi-septembre sans avoir capturé Corfou.
Une conséquence du siège fut que les Vénitiens décidèrent de former une alliance avec le Pape et les Habsbourg contre les Ottomans. Le 18 juin 1538, François Ier signe la paix de Nice avec Charles Quint, abandonnant ainsi temporairement l'alliance franco-ottomane.